# Paratyphlotanais japonicus
Paratyphlotanais japonicus is een naaldkreeftjessoort uit de familie van de Typhlotanaidae. De wetenschappelijke naam van de soort is voor het eerst geldig gepubliceerd in 1984 door Kudinova-Pasternak.